# Arsames (filho de Artaxerxes II)
Arsames (em persa antigo: Aršama) foi um príncipe aquemênida, filho do rei Artaxerxes II e uma concubina. 

## Nome
Arsames (Ἀρσάμης, Arsámēs) ou Arsamas (Ἀρσάμας, Arsámas) são as formas gregas do persa antigo Arxama (𐎠𐎼𐏁𐎠𐎶, Aršāma; de *(w)r̥šā, "touro, heroi", e *amah, "poder, força"), "ter a força de um herói". Foi registrado em aramaico como Arxã (ʾršm), em acadiano como Arxã (𒅈𒃻𒄠 / 𒅈𒌑, ⁠Aršam⁠), Arxama (𒅈𒃻𒄠𒈠 / 𒅈𒃻𒄠𒈠𒀪, ⁠Aršama / Aršamaʾ) e Arxamu (𒅈𒌑𒈬, Aršamu), em elamita como Irxama (𒅕𒐼𒈠, ⁠Iršama⁠) e Irxauma (𒅕𒐼𒌝𒈠, Iršauma⁠) e em armênio como Arxã (Արշամ, Aršam). A forma feminina, Arsame (Ἀρσαμη, Arsamē), derivada de *Arxama (*Aršāmā), é atestada na filha de Dario, o Grande (r. 522–486 a.C.).

## Vida
Arsames era filho do xainxá Artaxerxes II e uma concubina. Não deve ser confundido com seu primo Arsames, filho de Ostanes. Embora não fosse um príncipe igual, Arsames era visto por seu meio-irmão Oco (mais tarde Artaxerxes III) como um potencial competidor pela sucessão ao trono porque ele era preferido pelo pai. Oco, portanto, instigou Arpates, filho de Tiribazo, a assassinar Arsames, ao que o velho Artaxerxes II morreu de tristeza por esse ato.